# جوليس أشيل نويل
جوليس أشيل نويل (بالفرنسية: Jules Noël)‏ هو رسام فرنسي، ولد في 4 يناير 1810 في نانسي في فرنسا، وتوفي في 26 مارس 1881 في الجزائر في الجزائر.

## معرض صور

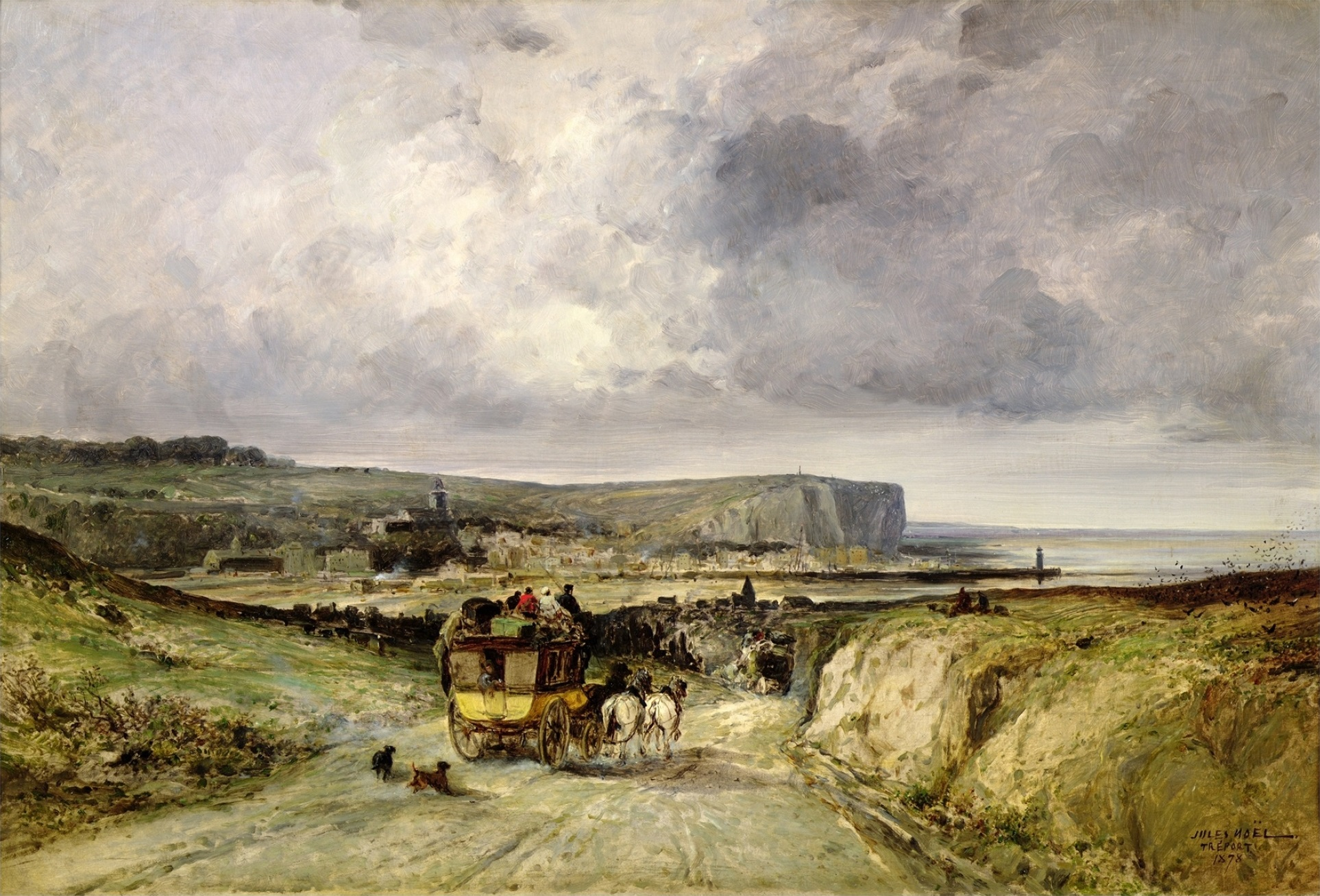
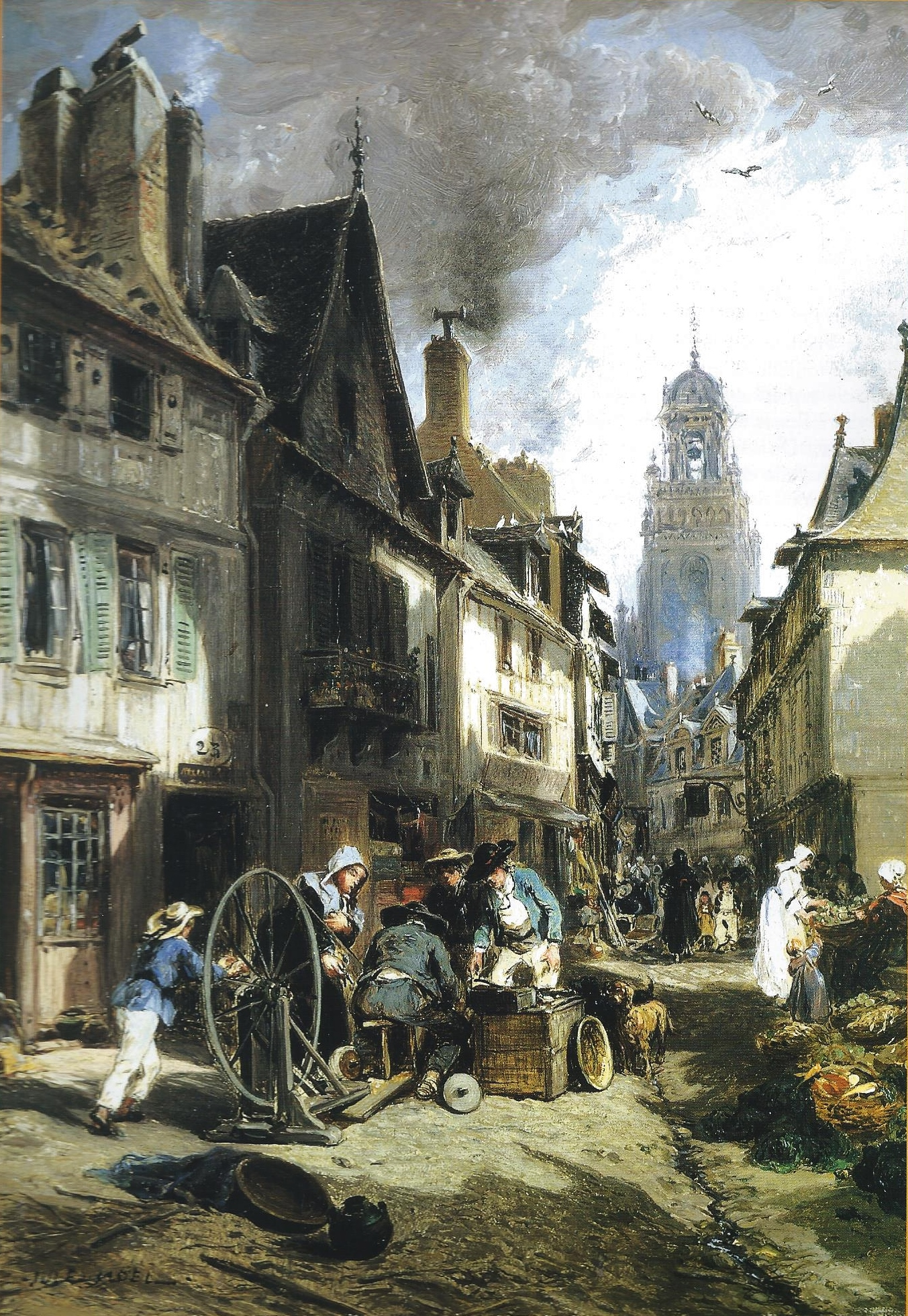
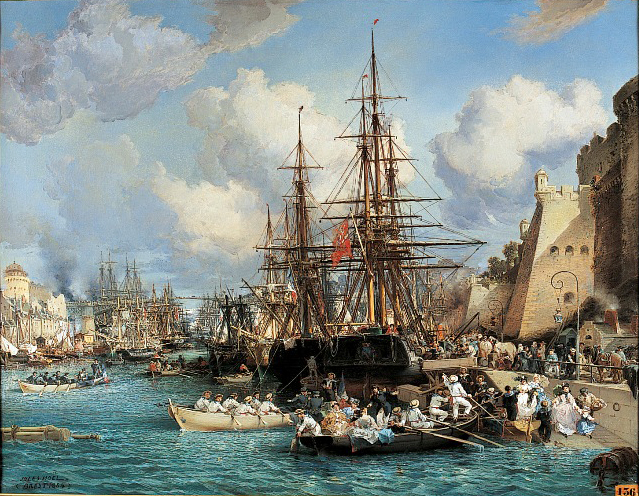